# Circoscrizione giudiziaria

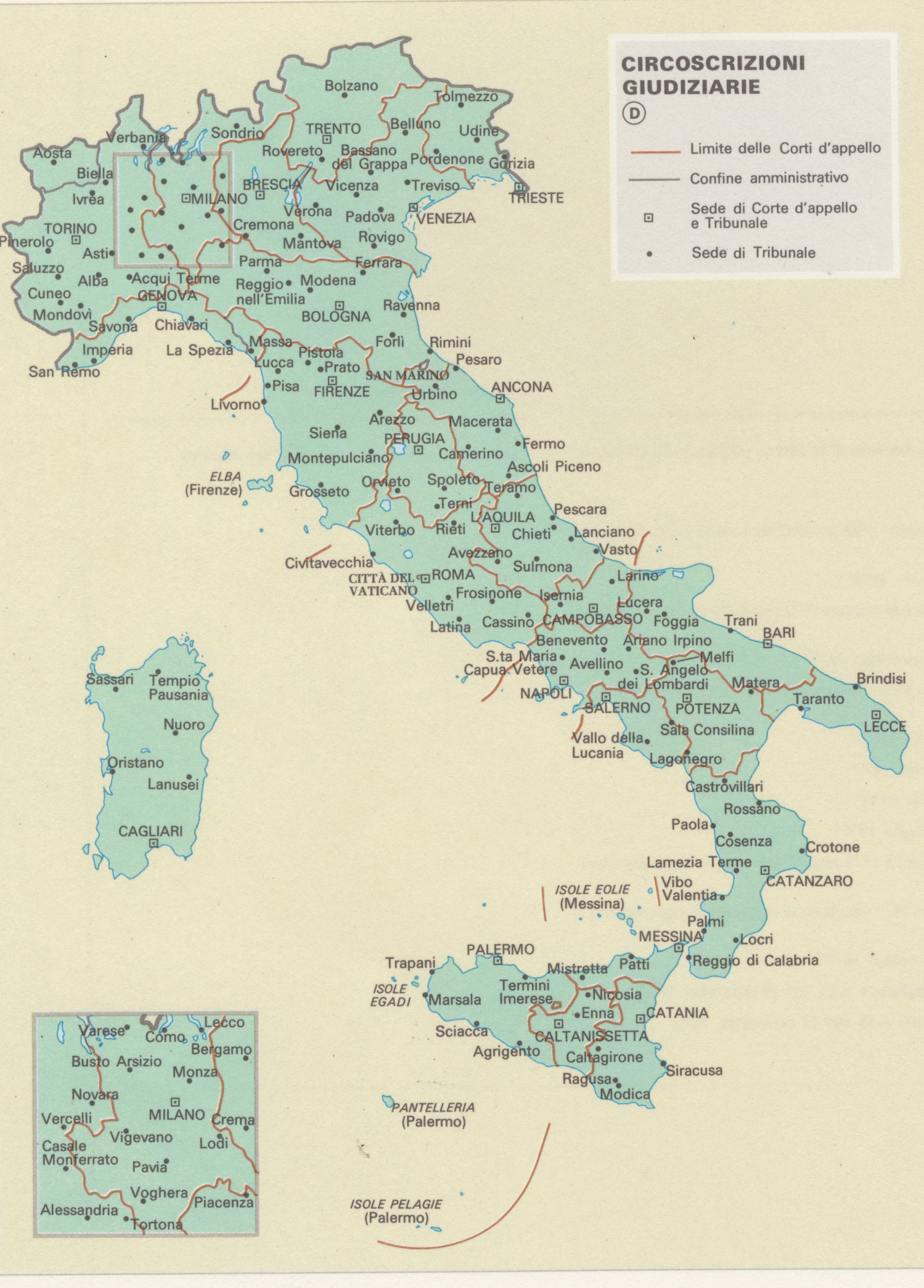
Circoscrizioni giudiziarie italiane

Una circoscrizione giudiziaria, nell'ordinamento giudiziario italiano, è il territorio in cui un organo giurisdizionale esercita i poteri ad esso attribuiti dalla legge. 

## Descrizione
Indica l'area territoriale di competenza delle sedi giudiziarie italiane, le quali fungono da articolazioni periferiche del Ministero della Giustizia. Assume in alcuni casi denominazioni specifiche:
- la circoscrizione giudiziaria di un Tribunale ordinario è detta "circondario", poiché in origine il suo territorio coincideva con quello di un circondario amministrativo;
- la circoscrizione giudiziaria di una Corte d'assise è detta "circolo";
- la circoscrizione giudiziaria di una Corte d'appello è detta "distretto".

In passato esisteva anche una circoscrizione più piccola del circondario, ovvero il "mandamento" (detto così perché coincideva con un mandamento amministrativo), che faceva capo a una Pretura. Di contro, la moderna circoscrizione su cui è competente un Giudice di pace non assume alcuna denominazione specifica.
La giurisdizione della Corte di cassazione è estesa invece a tutto il territorio nazionale.